# August Bier
August Bier (ur. 24 listopada 1861 w Helsen (Księstwo Waldecku i Pyrmontu), zm. 12 marca 1949 w Sauen) – niemiecki chirurg, pionier znieczulenia rdzeniowego, profesor medycyny na uniwersytetach w Greifswaldzie oraz w Bonn, w latach 1907–1932 profesor w klinice Charité w Berlinie.

## Życiorys
Urodził się 24 listopada 1861 roku w Helsen w Księstwie Waldecku i Pyrmontu . 
Po maturze zdanej w 1881 roku w Korbach , studiował medycynę na uniwersytecie w Berlinie, na uniwersytecie w Lipsku i na uniwersytecie w Kilonii, gdzie złożył egzamin państwowy i uzyskał tytuł doktora nauk medycznych w 1886 roku . Następnie pracował w prywatnym gabinecie lekarskim i odbył dwie podróże do Ameryki Południowej . 
W 1888 roku został asystentem Friedricha von Esmarcha (1823–1908) i rok później uzyskał habilitację w dziedzinie chirurgii . W 1899 roku uzyskał tytuł profesora zwyczajnego (Ordinarius) . Od 1899 roku wykładał na uczelni w Greifswaldzie, następnie od 1903 roku na uniwersytecie w Bonn, a w latach 1907–1932 na uniwersytecie w Berlinie, zastępując Ernsta von Bergmanna (1836–1907) . W Berlinie zajmował stanowisko profesora i głównego chirurga szpitala klinicznego uniwersytetu berlińskiego Charité . Wśród jego pacjentów byli m.in. cesarz Niemiec Wilhelm II Hohenzollern (1859–1941), car Rosji Mikołaj II Romanow (1868–1918) czy pierwszy prezydent Niemiec Friedrich Ebert (1871–1925) . 
W 1905 roku ożenił się z Anna Esau, z którą miał pięcioro dzieci . W 1912 roku zakupił posiadłość w Sauen , gdzie osiadł po przejściu na emeryturę . W 1913 roku zajął się leśnictwem . Zmarł 12 marca 1949 roku w Sauen .

## Działalność naukowa
W 1898 roku rozpoczął badania nad znieczuleniem rdzeniowym . Wraz ze swoim asystentem Augustem Hildebrandtem (1868–1954) przeprowadził przełomowy eksperyment . Aby wywołać znieczulenie dolnej części ciała, Hildebrandt podjął próbę wstrzyknięcia Bierowi jednoprocentowego roztworu kokainy do worka oponowego otaczającego rdzeń kręgowy w odcinku lędźwiowym . Próba nie powiodła się z uwagi na źle dobraną strzykawkę, co spowodowało, że większość roztworu kokainy nie dostała się do płynu mózgowo-rdzeniowego . W drugiej, udanej próbie Bier wstrzyknął roztwór kokainy Hildebrandtowi – po siedmiu minutach Hildebrandt odczuł ukłucie igły w udo tylko jako nacisk, a po 23 minutach nie czuł bólu nawet przy uderzeniu motkiem w goleń . Znieczulenie ustąpiło po 45 minutach . Po kolejnej godzinie wystąpiły bóle głowy i wymioty . Wyniki tych badań Bier opublikował rok później w piśmie „Deutschen Zeitschrift für Chirurgie“ w artykule Versuche über Cocainisirung des Rückenmarkes . Po publikacji Biera, prawo do pierwszego znieczulenia rdzeniowego zaczął rościć sobie amerykański neurolog James Leonard Corning (1855–1923) . Choć Bier zaprzeczył, by znane były mu wcześniejsze osiągnięcia Corninga, to Hildebrandt przyznał pierwszeństwo Corningowi . Współcześnie nauka przypisuje stworzenie teoretycznych i eksperymentalnych podstaw znieczulenia rdzeniowego Corningowi, natomiast za zasługę Biera uznaje udane zastosowanie i upowszechnienie metody w medycynie . 
W 1908 roku przedstawił na XXXVII Kongresie Towarzystwa Chirurgów Niemieckich metodę odcinkowego znieczulenia dożylnego za pomocą prokainy . Metoda ta nazywana jest od jego nazwiska „blokiem Biera” .
Podczas I wojny światowej wraz z inżynierem Friedrichem Schwerdem (1872–1953) z Uniwersytetu Hanowerskiego opracował hełm stalowy – Stahlhelm – chroniący żołnierzy przed urazami czaszki i potylicy .
Pod koniec swojej kariery propagował homeopatię. Wierzył w zdolności organizmu do samoleczenia. 

## Publikacje
Lista publikacji podana za Neue Deutsche Biographie :
- 1903 – Hyperämie als Heilmittel
- 1926–1928 – Gedanken eines Arztes über Medizin
- 1939 – Die Seele
- 1951 – Das Leben

## Nagrody i odznaczenia
W latach 1906–1936 był 40 razy nominowany do Nagrody Nobla. W latach 1937–1945 nie był nominowany, prawdopodobnie z powodów politycznych – 30 stycznia 1937 roku wprowadzono zakaz przyjmowania nagrody Nobla przez obywateli Niemiec . W tym samym roku ustanowiono Nagrodę Narodową III Rzeszy, którą Adolf Hitler przyznał równolegle Bierowi i Ferdinandowi Sauerbruchowi . Bier nagrody Nobla nigdy nie dostał – według Hanssona i Schagena (2014), komitet nagrody nie uznał badań Biera za godne nagrody . 
- 1910 – Cameron Prize i doktorat honoris causa Uniwersytetu Edynburskiego[3]